# Michel Blangy
Pour les articles homonymes, voir Blangy.
Michel-Daniel Blangy, né le 5 mai 1939 à Suresnes,(commune située alors dans le département de la Seine et depuis la réforme de l'organisation de la région parisienne par la loi du 10 juillet 1964, commune du département des Hauts de Seine)  est un haut fonctionnaire français.
Après avoir réussi le concours externe de l' E.N.A., il a été administrateur civil, sous-préfet puis préfet de département et enfin préfet de région . 
Il  termine sa carrière en tant que directeur de cabinet du Président de la République de 2002 à 2004, sous la présidence de Jacques Chirac.

## Biographie
Son père fut directeur de collège public. Sa mère n'avait pas d'activités professionnelles.
Après avoir suivi ses études secondaires au lycée Voltaire à Paris, il effectue ses études de licence en droit au sein de la Faculté de droit et de sciences économiques de Paris. Il fut également étudiant à l'Institut d'études politiques de Paris et obtient également le diplôme de cet institut, transformation en 1944 de l'ancienne Ecole libre des Sciences politiques fondée en 1872. Il est également titulaire d' un certificat d'études pratiques en allemand obtenu à la Faculté des Lettres et Sciences Humaines de Paris.
Après avoir effectué son service militaire entre janvier 1962 et juillet 1963 dans un régiment de l'arme blindée-cavalerie en tant qu'aspirant puis sous-lieutenant (le service militaire était alors d'une durée alors d'un an et demi), il entre à l'ENA et appartient alors à la promotion « Montesquieu », celle qui commence au 1er février 1964 et qui se termine deux ans et de quatre mois plus tard au 1er juin 1966.
À la sortie de l'ENA., il devient administrateur civil à la Direction générale des collectivités territoriales au ministère de l'Intérieur pour une période de deux ans environ.
Détaché ensuite en tant que sous-préfet, il est nommé alors directeur de cabinet du préfet du Val-de-Marne en 1968.
Il continue sa carrière au sein du corps préfectoral et est promu sous-préfet hors classe en 1973.
Il est ensuite directeur de cabinet du directeur général de l'administration au Ministère de l'Intérieur en 1974.
En 1975, il est directeur adjoint de cabinet du préfet de Paris et de la région Île-de-France.
Il devient auditeur de la promotion de l'Institut des hautes études de défense nationale  en 1979/1980, au titre du quota des hauts fonctionnaires du ministère de l'intérieur effectuant cette formation particulière  .
Il devient par la suite préfet, commissaire de la République des Hautes-Alpes en 1982 pendant deux ans.
Il est ensuite préfet du département de la Réunion et de la région Réunion entre mars 1984 et avril 1986 .
Préfet hors cadre, après son séjour de deux ans outre-mer, il est nommé directeur du personnel et de la formation de la police en 1986 pendant trois ans. Cette direction, quittant la Place Beauvau en juin 1985, s'est alors établie au 7 à 11 rue Nélaton, dans le 15e arrondissement, dans un bâtiment qui est la propriété des assurances " La Mondiale ", construit en 1961, bâti sur les anciens emplacements du Vélodrome d'Hiver, lieu du rassemblement forcé de la rafle des juifs étrangers et apatrides des 16 et 17 juillet 1942, organisée par la Préfecture de Police, avec des policiers et des gendarmes français ainsi que des membres du parti d'extrême droite qu'était le Parti populaire français (13152 personnes raflées dont la quasi-totalité est morte gazée à Auschwitz ou dans d'autres camps puisque moins de 100 de ces personnes arrêtées revinrent vivantes à Paris en mai-juin 1945).
Préfet du Val-de-Marne et commissaire à l'aménagement du Marché d'intérêt national de Rungis en 1989, il reste deux ans dans ce département dont le Conseil général est depuis 1971 aux mains du P.C.F., après la création de ce département en 1968. Ce département avait été géré entre 1968 et 1971 par la majorité gaulliste de l'époque. 
En 1991, il est nommé préfet de la région Poitou-Charentes, préfet de la Vienne où il est en fonction pour deux ans.
En 1993, Michel Blangy revient Place Beauvau, dans les services centraux du Ministère de l'Intérieur : il est, en effet, nommé directeur général de l'administration.
En 1994, il est promu au grade de lieutenant-colonel de réserve de l'armée blindée cavalerie, soit le grade le plus élevé pour un ancien officier appelé du contingent.
En 1995, il est membre de la commission nationale de contrôle et aussi membre du conseil d'administration de l'ENA.
Il est préfet de la Loire-Atlantique et de la région Pays de la Loire en 1997 pour une période de cinq ans environ.
A la fin du mois de juillet 2002, il est directeur de cabinet de Jacques Chirac, Président de la République. Il fut surnommé au cours de cette période (entre juillet 2002 et son départ en retraite en mai 2004) , " le sphinx de l' Élysée ".
Parallèlement à ces fonctions à la Présidence de la République, il occupe les fonctions de président du conseil d'administration de l'Office national des forêts de 2003 à 2004.
En mai 2004, il est admis à faire valoir ses droits à la retraite .
Il est également président du conseil d'administration du domaine national de Chambord en 2006 et 2007.

## Récompenses et distinctions

### Décorations
- Commandeur de la Légion d'honneur par décret du 12 juillet 2002
  - Officier le 3 février 1997